# احمدآباد (ارنان)
احمدآباد روستایی در دهستان ارنان بخش مرکزی شهرستان مهریز استان یزد ایران است.

## جمعیت
بر پایه سرشماری عمومی نفوس و مسکن در سال ۱۳۹۵ جمعیت این روستا ۱۳۹ نفر (۴۵خانوار) بوده‌است.